# Stanice Harrow & Wealdstone
Harrow & Wealdstone je kombinovaná stanice železnice, autobusů a londýnského metra, otevřená původně 20. června 1837 jako železniční stanice Harrow. 16. dubna 1917 došlo ke změně jména na současné. Stanice je vybavena výtahem a čekárnou. Autobusové spojení zajišťují linky: 140, 182, 186, 258, 340, H9, H10 a noční linka N18. Stanice se nachází v přepravní zóně 4 a leží na lince:
- Bakerloo Line (zde linka končí, před touto stanicí je Kenton)
- Overground
- National Rail

## Události
- 7. srpna 1838 byl smrtelně zraněn Thomas Port, když spadl z vlaku a následně byl přejet.
- Roku 1870 se zde stala srážka poštovní vlak narazil do vlaku nákladního. Osm lidí bylo zabito.
- 8. října 1952 došlo ve stanici ke kolizi tří vlaků. 112 lidí bylo zabito a 340 lidí bylo zraněno. Byla to nejhorší vlaková nehoda v době míru.

| Rok  | Počet cestujících |
| ---- | ----------------- |
| 2011 | 4,47 mil          |
| 2012 | 4,45 mil          |
| 2013 | 4,66 mil          |
| 2014 | 4,51 mil          |